# أولغا تشيرنويفانينكو
أولغا تشيرنويفانينكو (الروسية: Черноиваненко, Ольга Игоревна) مواليد 17 أبريل 1989 في سمارا أوبلاست، روسيا، هي لاعبة كرة يد روسية تلعب كجناح أيمن. مثلت منتخب روسيا لكرة اليد للسيدات. شاركت في دورة الألعاب الأولمبية الصيفية سنة 2012.

## سجل المنافسة
شاركت في البطولات التالية:
- الألعاب الأولمبية الصيفية 2012
- بطولة العالم لكرة اليد للسيدات 2011
- بطولة العالم لكرة اليد للسيدات 2015
- بطولة أوروبا لكرة اليد للسيدات 2012
- بطولة أوروبا لكرة اليد للسيدات 2014

## روابط خارجية
- أولغا تشيرنويفانينكو على موقع الاتحاد الأوروبي لكرة اليد (الإنجليزية)
- أولغا تشيرنويفانينكو على موقع أوليمبيديا (الإنجليزية)